# 彼得·希頓-瓊斯

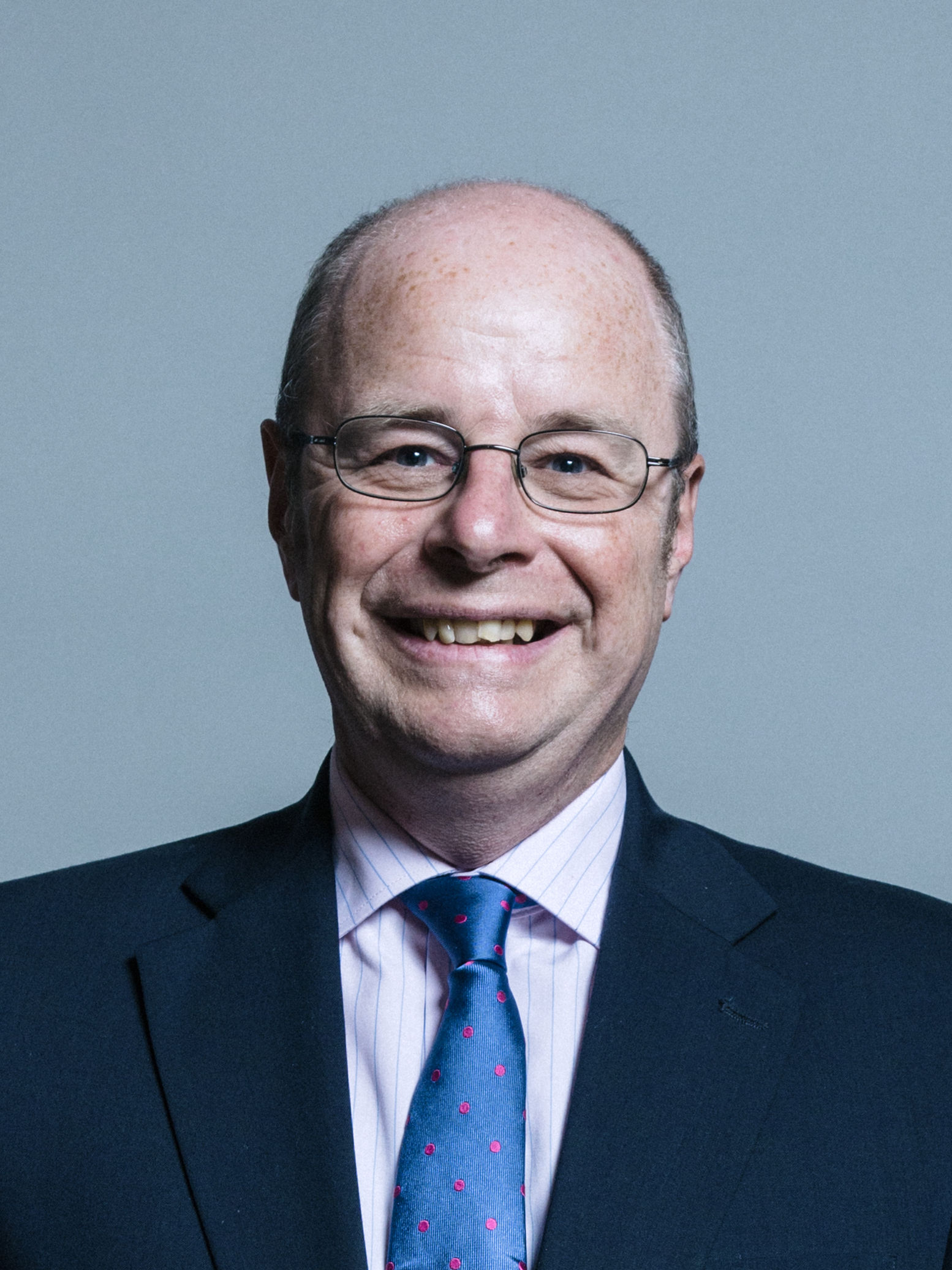

彼得·希頓-瓊斯（英語：Peter Heaton-Jones，1963年8月2日—）是一位英格蘭政治人物和記者，他的黨籍是保守黨。自2015年開始，他擔任北德文選區選出的英國下議院議員。他畢業於倫敦大學。